# Domenico Burchiello

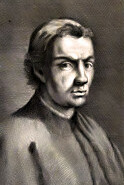
Domenico Burchiello.

Domenico Burchiello egentligen Domenico di Giovanni, född 1409 och död 1444, var en italiensk skald.
Burchiello skrev sonetter, många i en skämtsam ton, andra fulla av bitter satir.